# بات ميتشيل
بات ميتشيل (بالإنجليزية: Pat Mitchell)‏ هي سيدة أعمال أمريكية، ولدت في 20 يناير 1943 في سوينسبورغ في الولايات المتحدة.